# واغارشاپات
اِچمیادزین (یا اِجمیاتزین) با نام رسمی واغارشاپات (Վաղարշապատ) (ولاش‌آباد)، نام یک شهر و همچنین یک مکان مقدس در کشور ارمنستان است.
اچمیادزین در زمانی که بخشی از ایران بود سه‌کلیسا و اوچ‌کلیسا نامیده می‌شد.
آستان قدس اچمیادزین (در ارمنی Էջմիածին) که در استان آرماویر، ارمنستان واقع شده، مرکز کلیسایی ارمنیان و مکانی بسیار مقدس برای مردم این کشور است. جاثلیق کل ارامنه در این شهر زندگی می‌کند و کلیسای اچمیادزین که در سال ۴۸۰ ساخته شده در آنجا قرار دارد. واژه اچمیادزین به معنای ظهور تک‌فرزند (منظور عیسی به‌عنوان تنها فرزند خدا) است، زیرا به باور مردم، عیسی خود در آنجا از آسمان به زمین فروآمد تا مکان دلخواهش را برای ساخت کلیسا نشان دهد.

## پیشینه

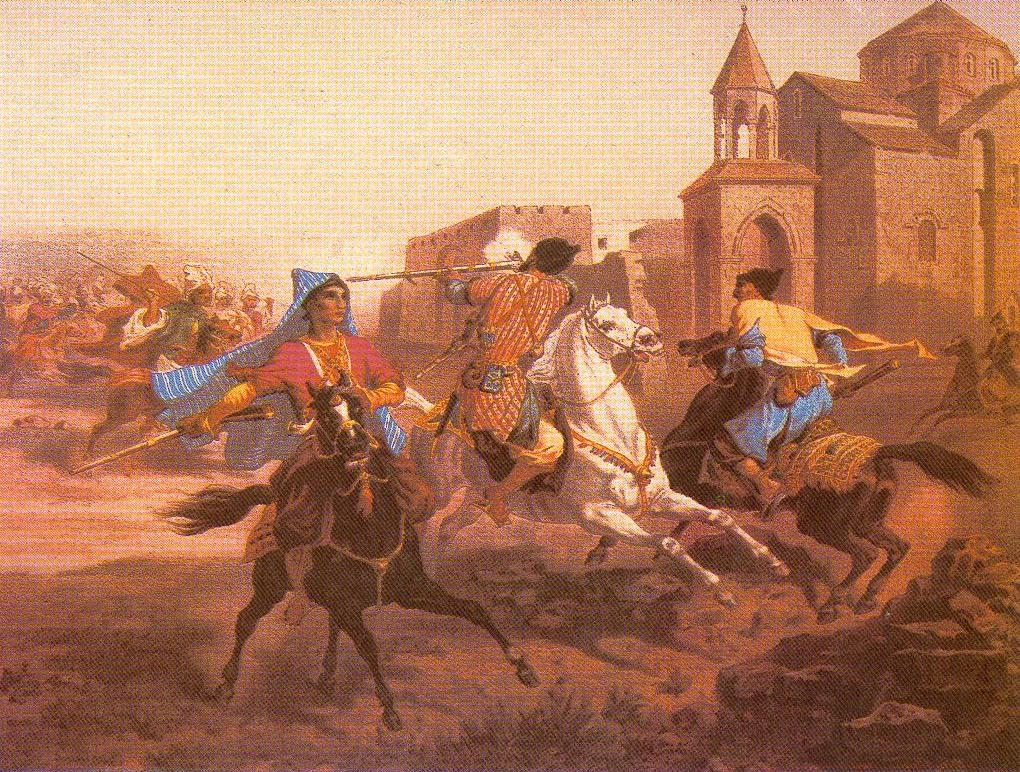
حمله کردهای محلی به همراه ایرانیان به سه‌کلیسا (اچمیادزین). نگاره از گریگوری گاگارین، پاریس. ۱۸۴۷.

شهر اچمیادزین که تا پیش از سال ۱۹۴۵ به نام ولاش‌آباد (به ارمنی: واغارشاپات) معروف بود به دست ولاش‌شاه (واغارشاک شاه از دودمان ایرانی پارتی) (۱۴۰ - ۱۱۷) در محل باستانی واردکِساوان بنیاد شد. رومی‌ها پس از ویران ساختن آرتاشات در سال ۱۶۳ پایتخت ارمنستان را به ولاش‌آباد منتقل کردند. پس از اینکه در سال ۳۰۱، مسیحیت به این منطقه آمد، تیرداد سوم دژ وِلاش‌آباد را ویران کرد و به‌جای آن کلیسای جامع اچمیادزین مقدس را بنا کرد. پس از اعلام شدن مسیحیت به‌عنوان دین رسمی در ارمنستان، در سال ۳۰۱ وِلاش‌آباد یا همان اچمیادزینِ بعدی، به عنوان مرکز دینی این کشور برگزیده شد.
کلیسای جامع اچمیادزین کهن‌ترین کلیسای ارمنستان است و به دست گریگور روشنگر ساخته شده‌است.
در بهمن ماه ۱۱۸۲ (ژانویه ۱۸۰۴)، سپاه ایران به سرداری عباس میرزا ولیعهد، نیروهای روسیه را در نزدیکی «سه‌کلیسا» (اچمیادزین)، شکست داد. روس‌ها به دنبال این شکست، دست به محاصره شهر و قلعه ایروان زدند. اما سپاه ایران و مردم شهر در برابر این حصر پایداری کردند. در نتیجه با وجود گلوله‌باران شدید، روس‌ها موفق به گشودن دژ ایروان نشدند. سرانجام و به دنبال شکست و ناکامی در همه جبهه‌ها، ژنرال سی‌سیانوف در نوامبر ۱۸۰۴ (آبان ماه ۱۱۸۳)، دستور عقب‌نشینی را برای نیروهای روسی صادر کرد. بدین‌سان روس‌ها، کمابیش به پشت مرزهای خود عقب نشستند.
در سال‌های اخیر نام شهر اچمیادزین به‌صورت رسمی دوباره به واغارشاپات تغییر کرده‌است ولی بیشتر منابع و افراد همچنان نام اچمیادزین را به‌کار می‌برند.

## نگارخانه

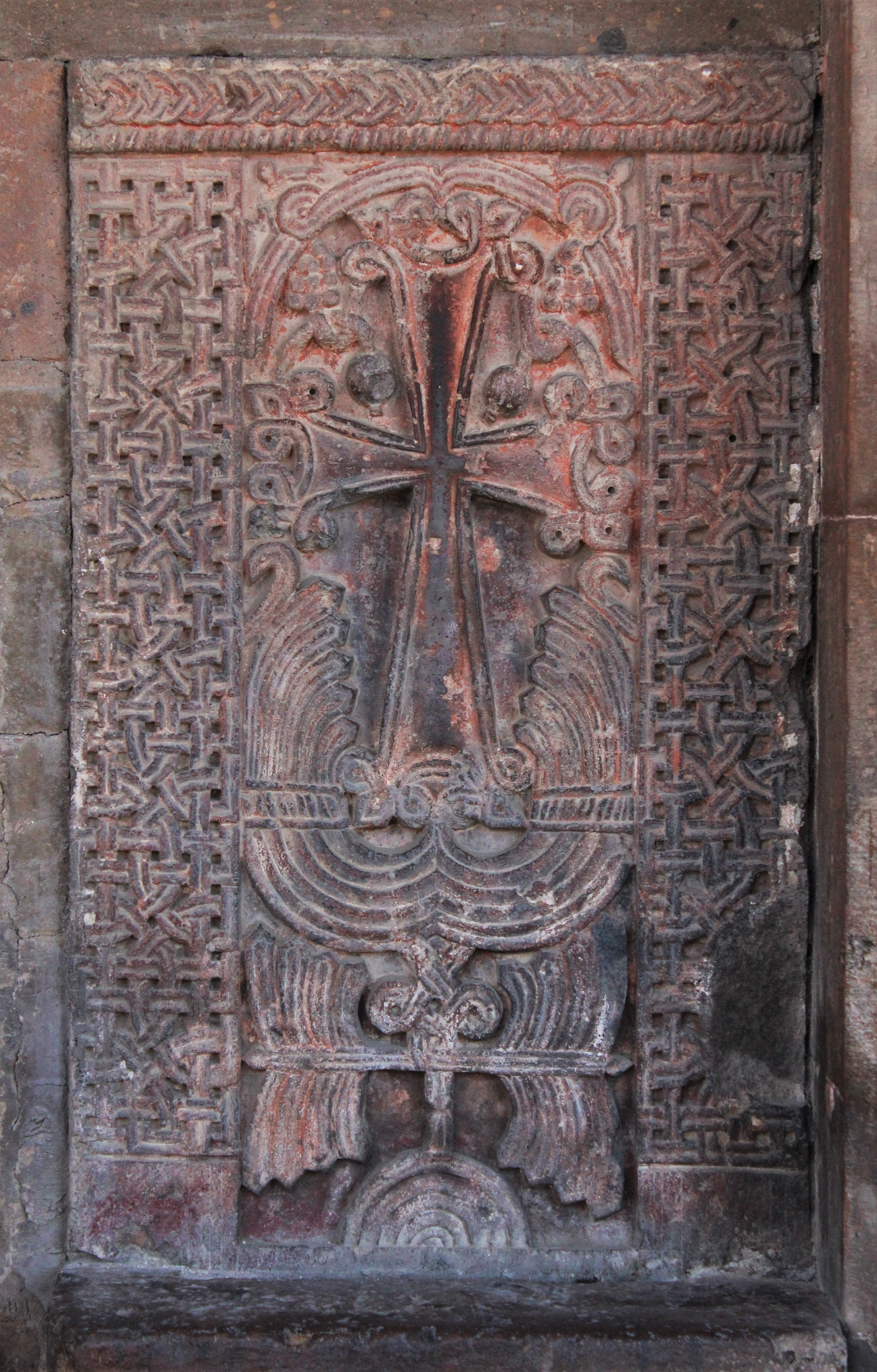
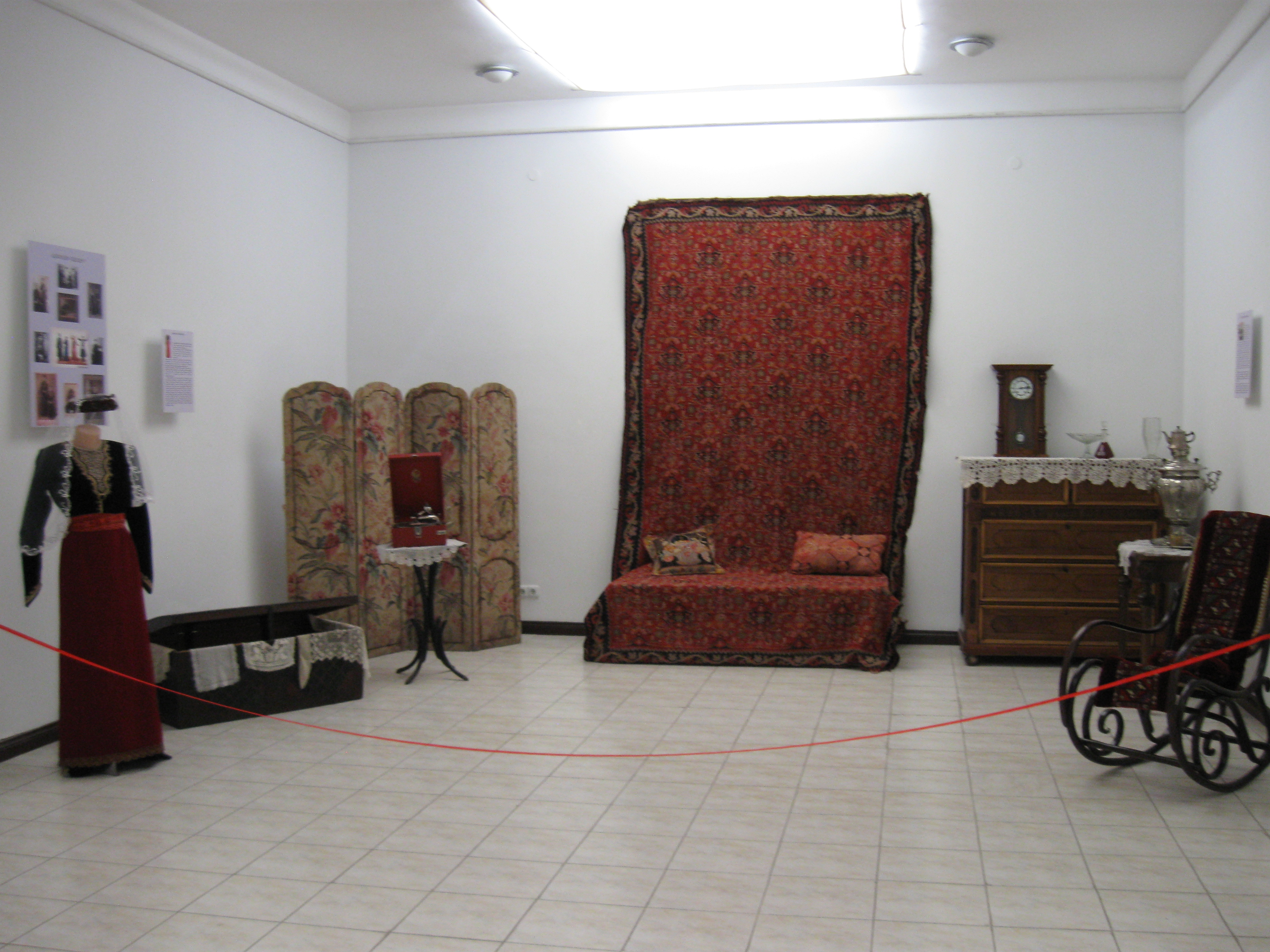
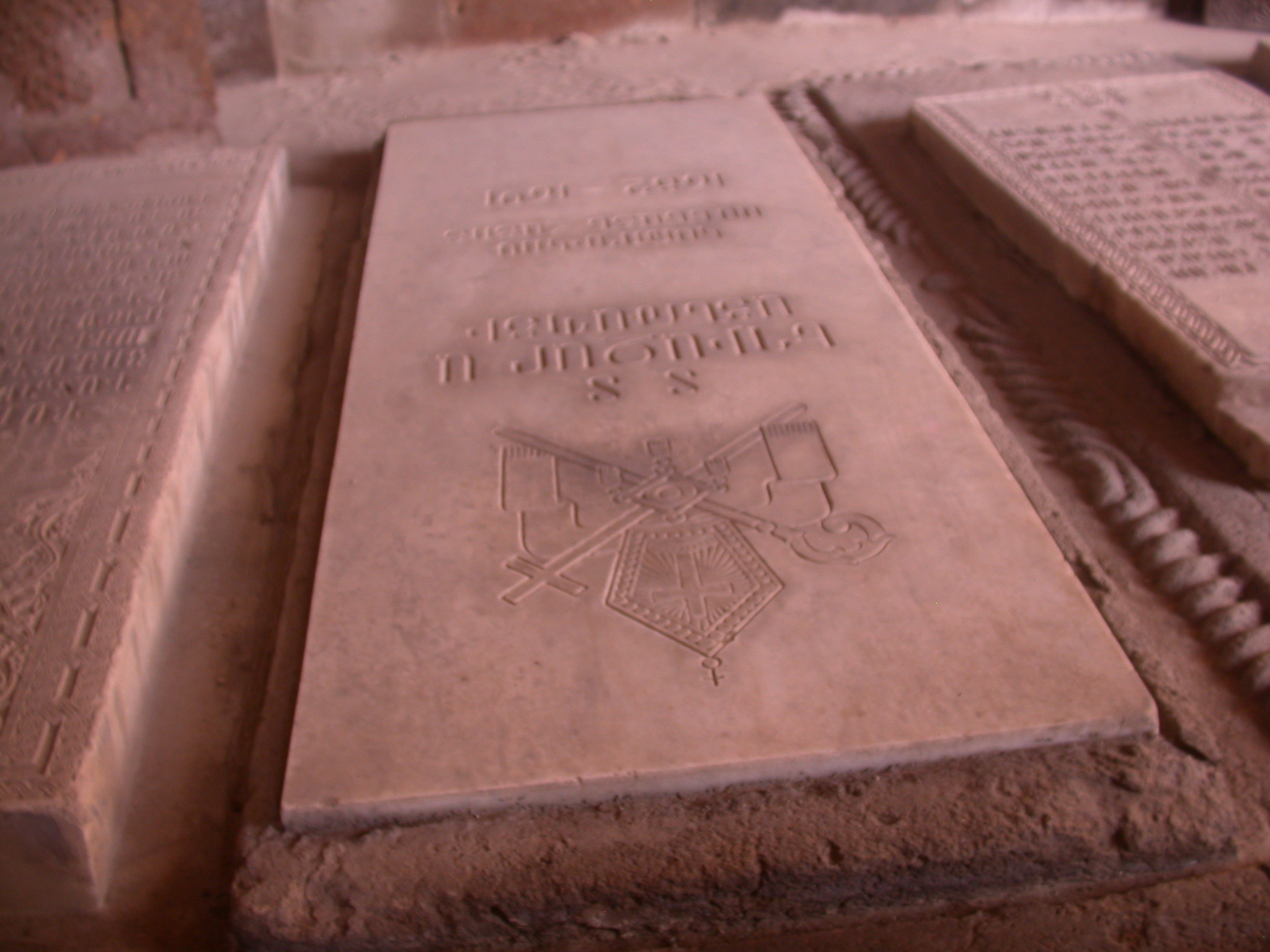
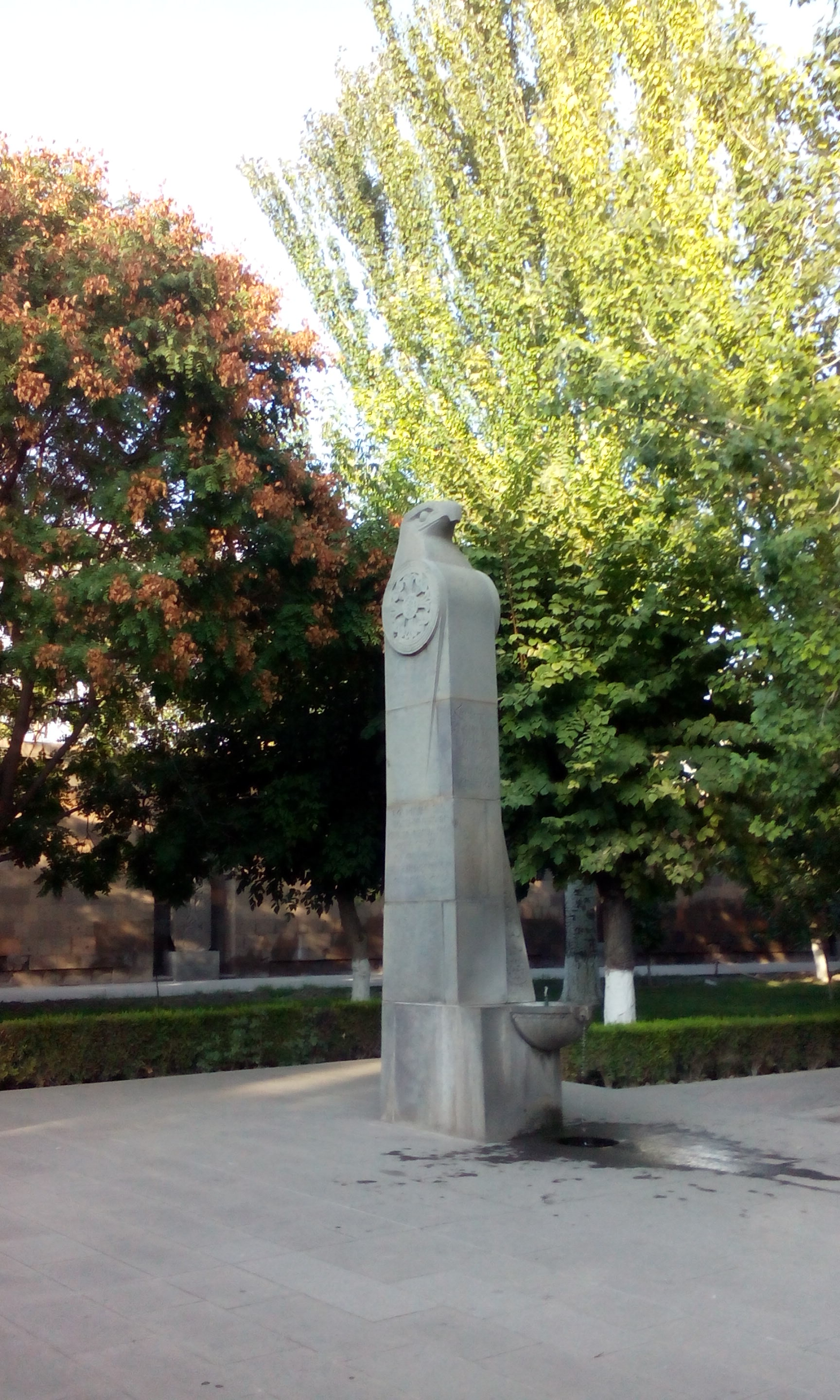
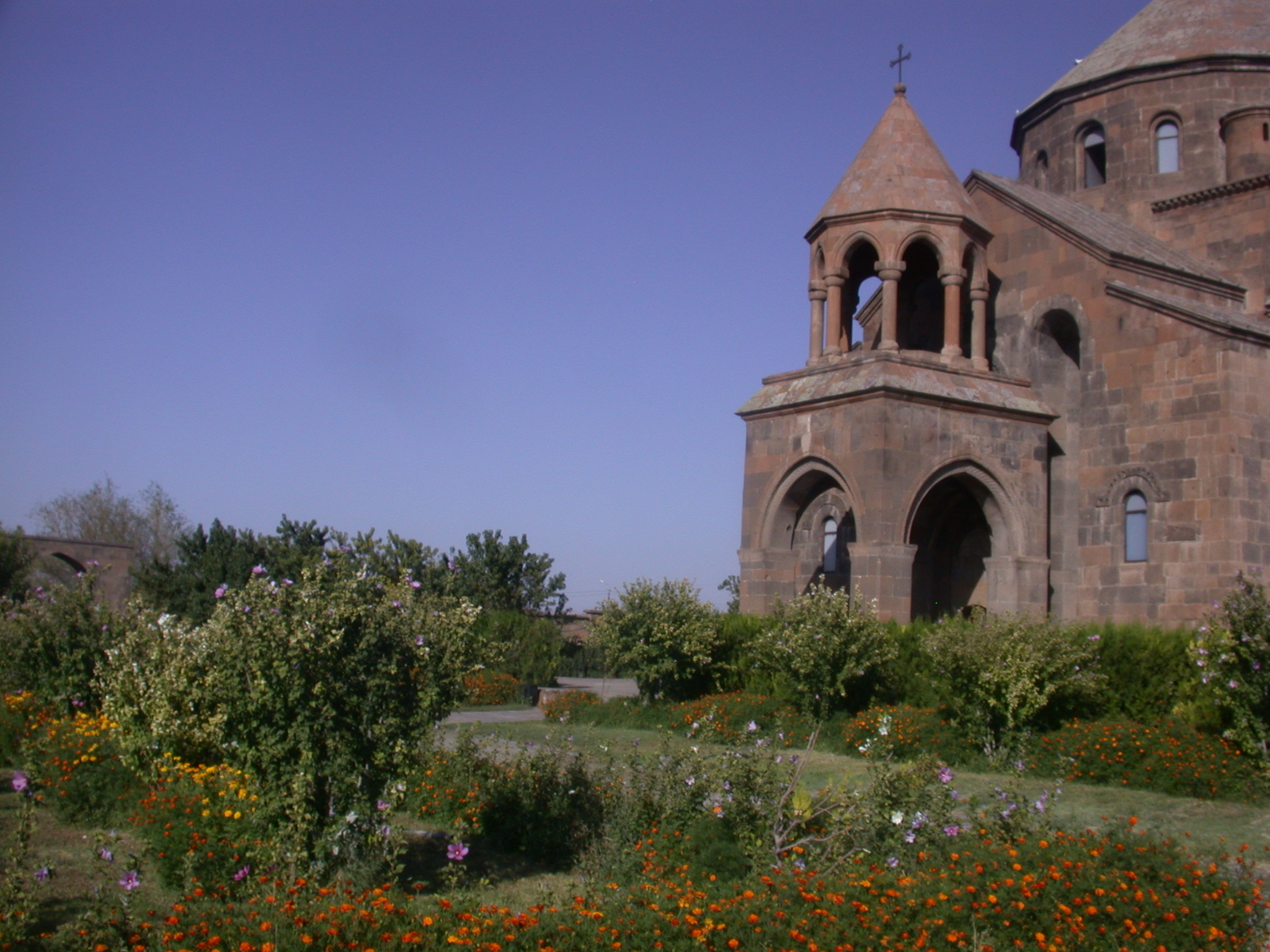
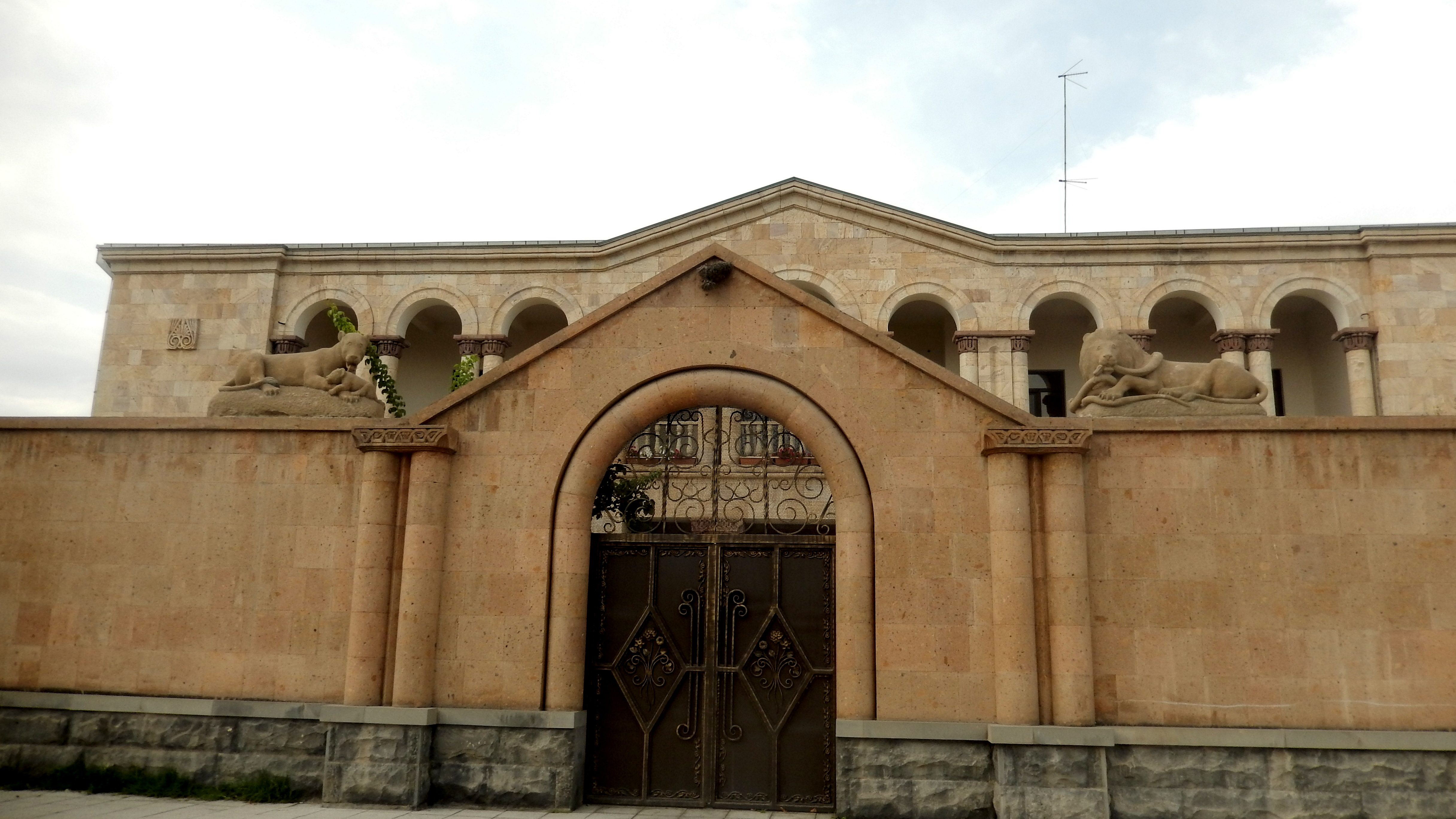
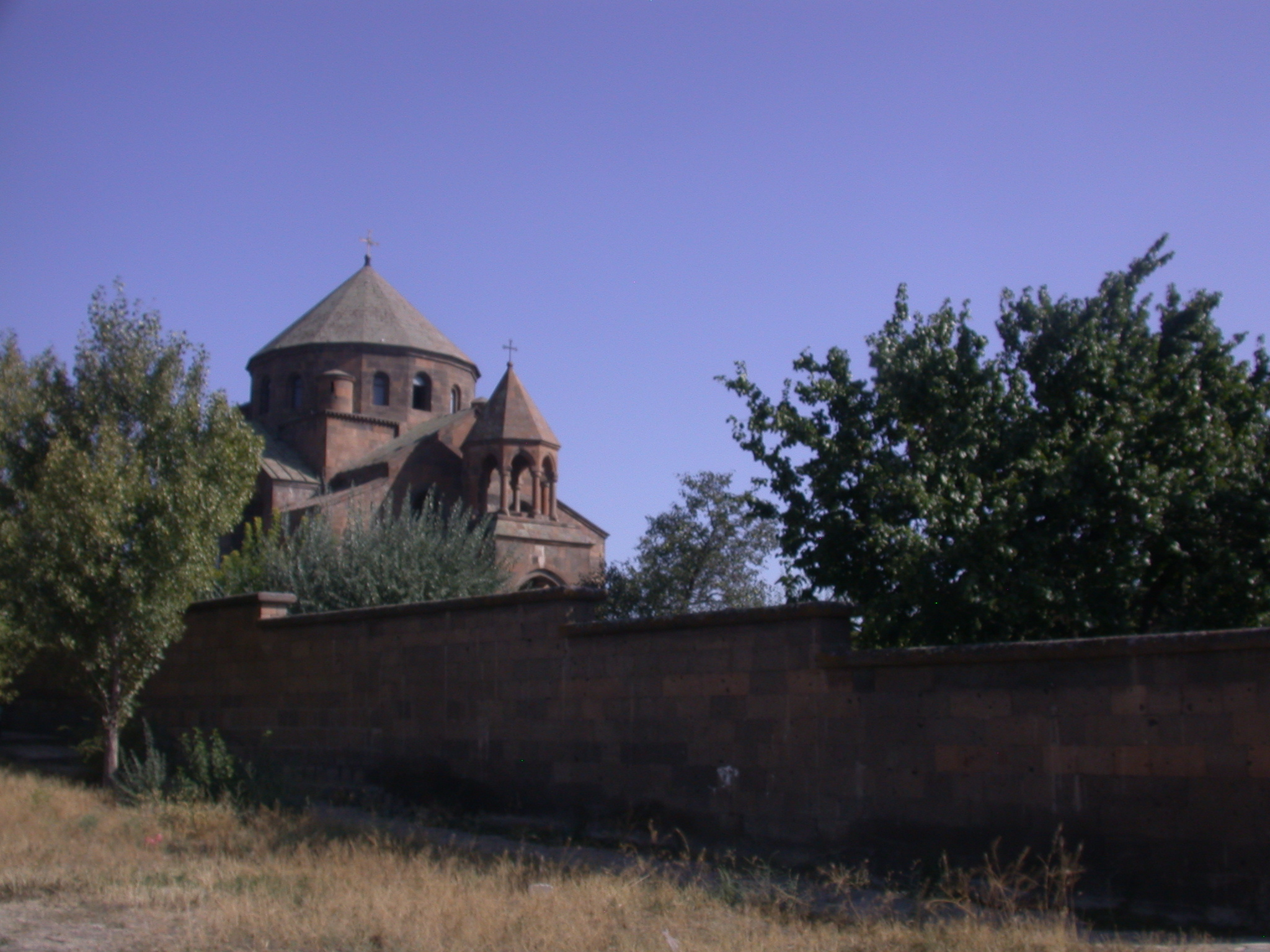
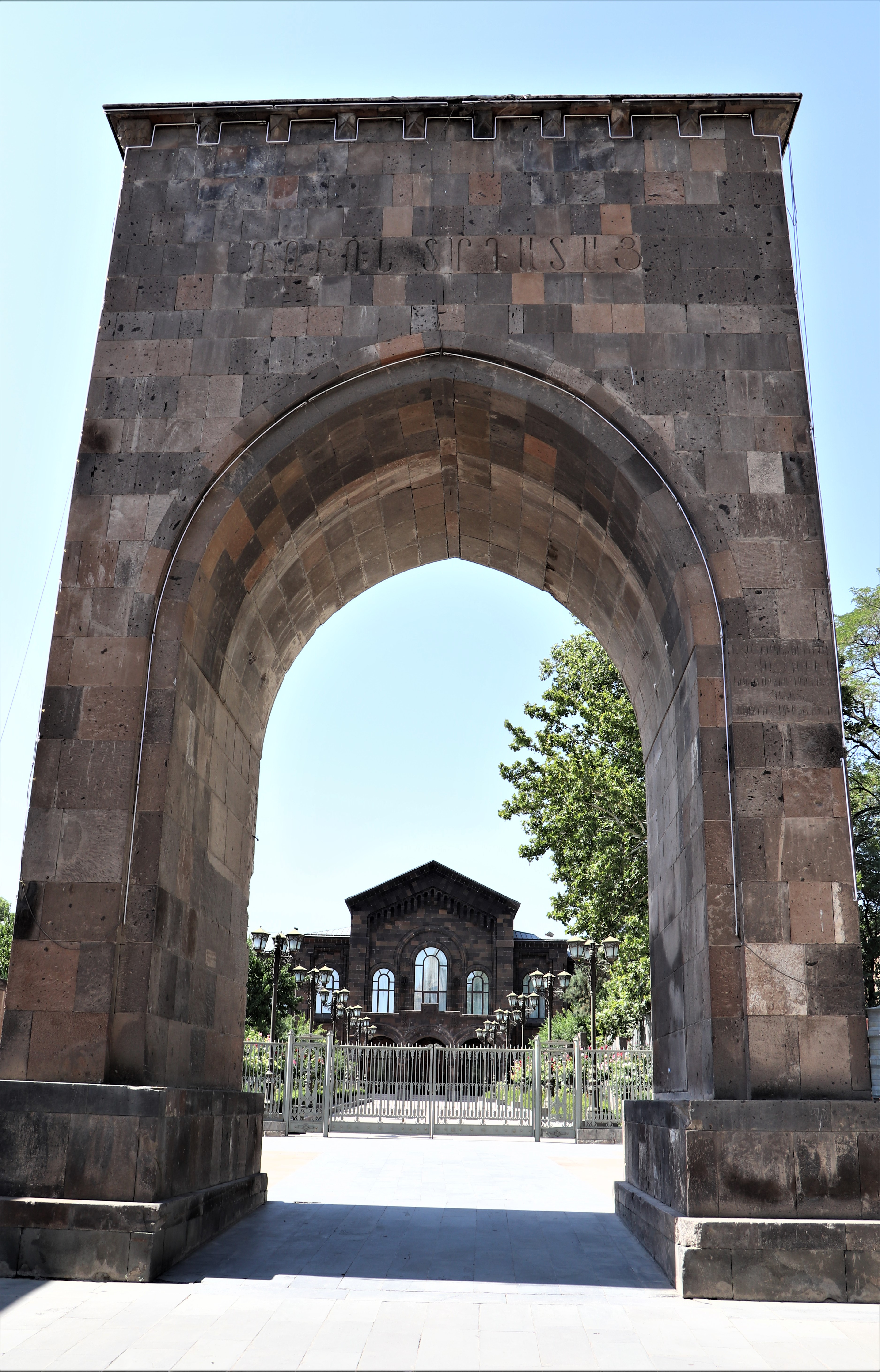
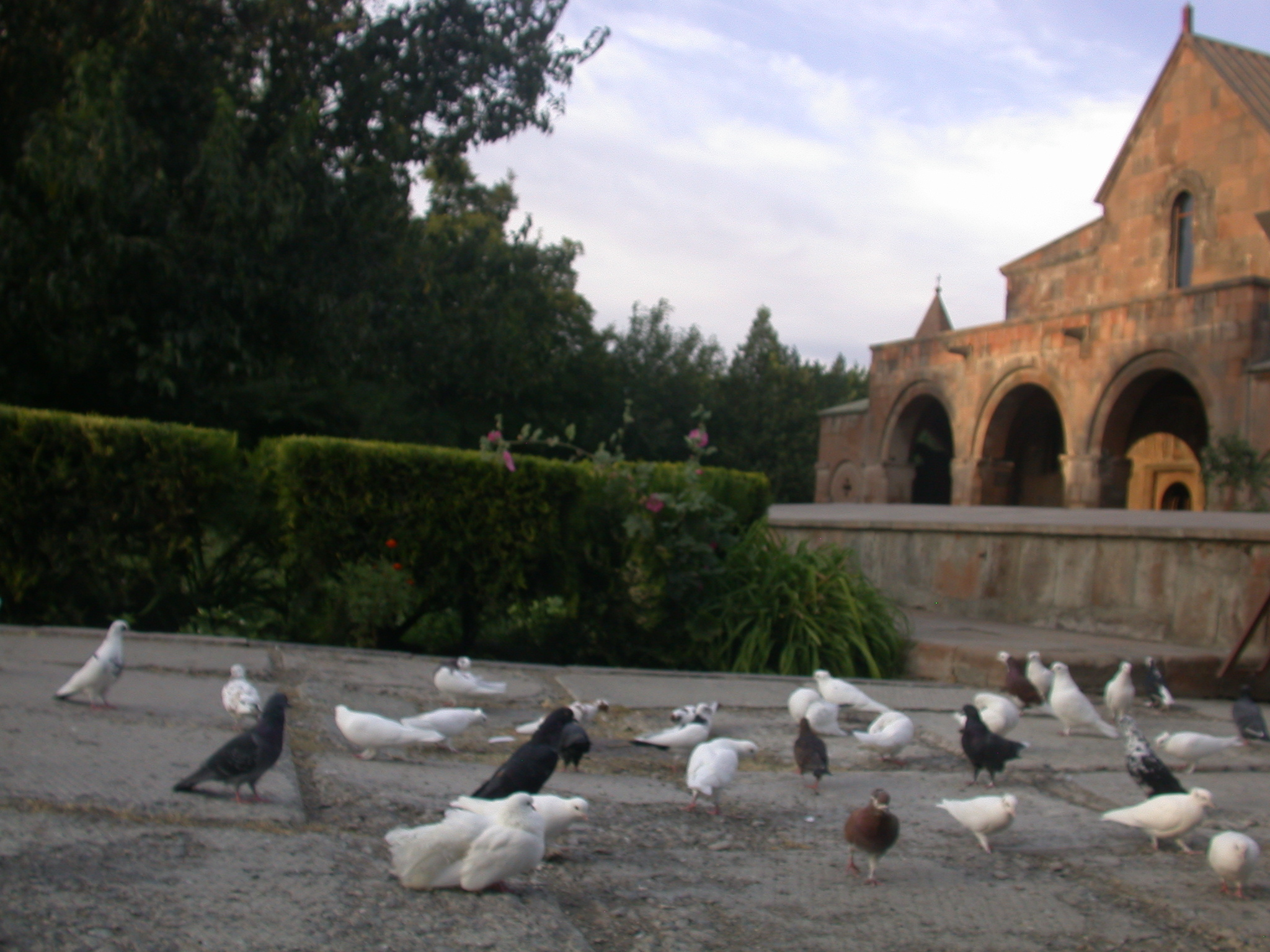
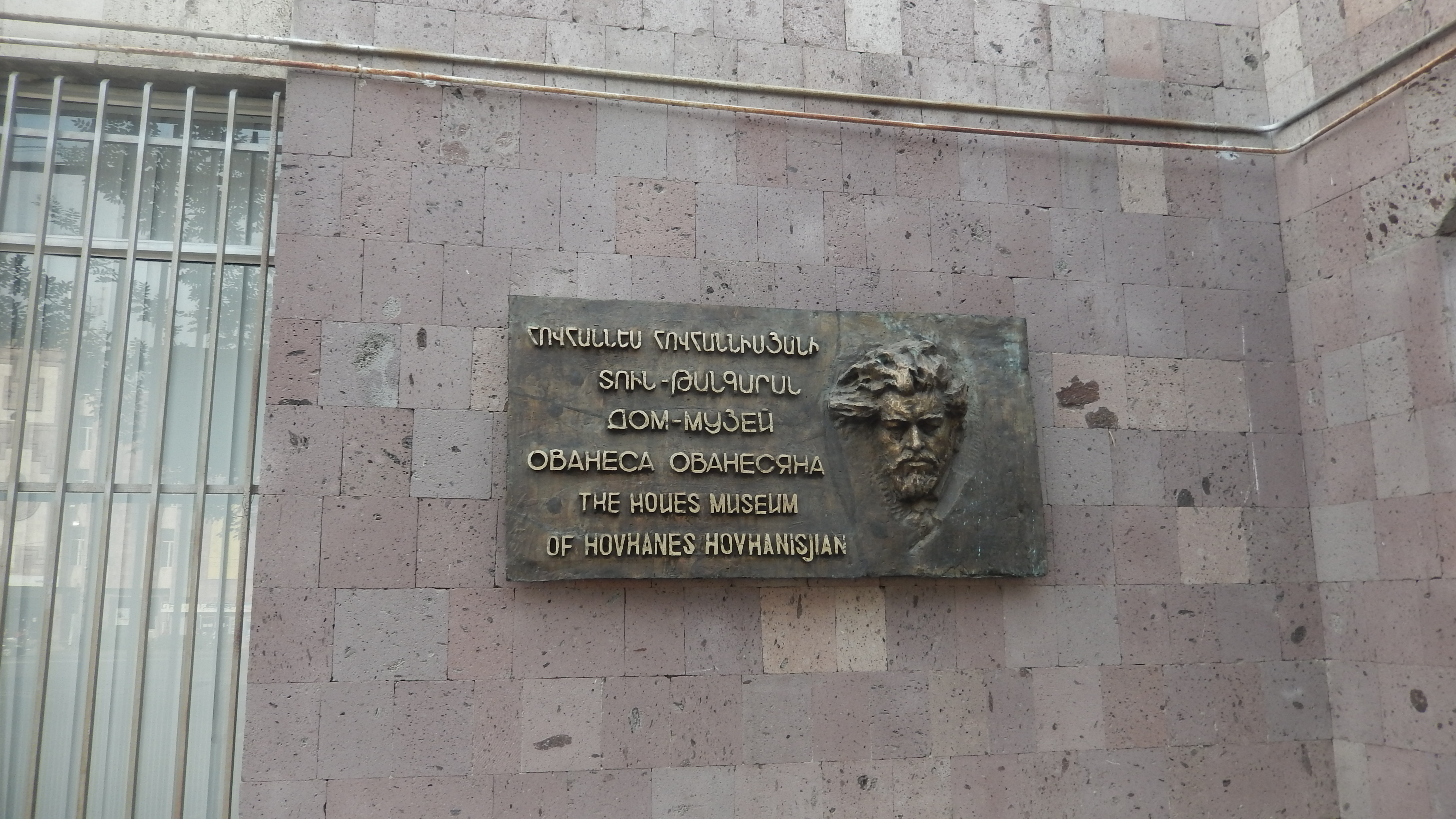
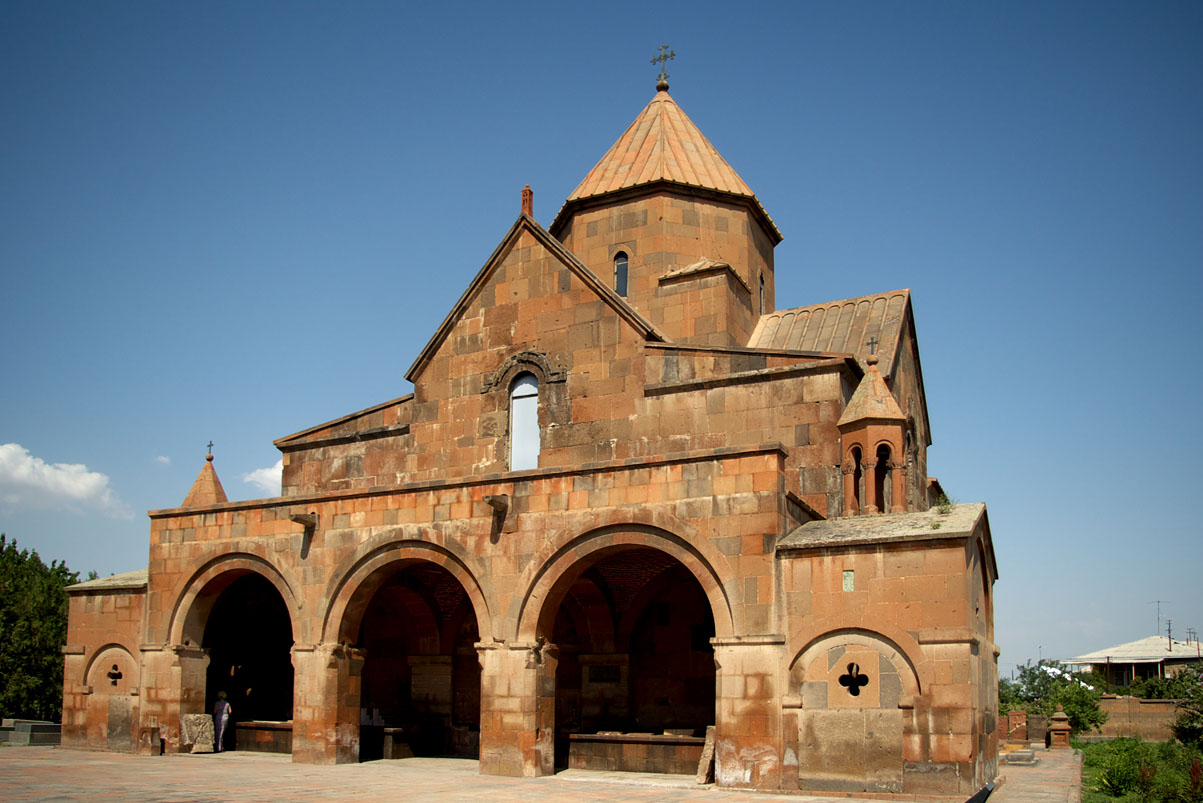
Saint Gayane Church of 630
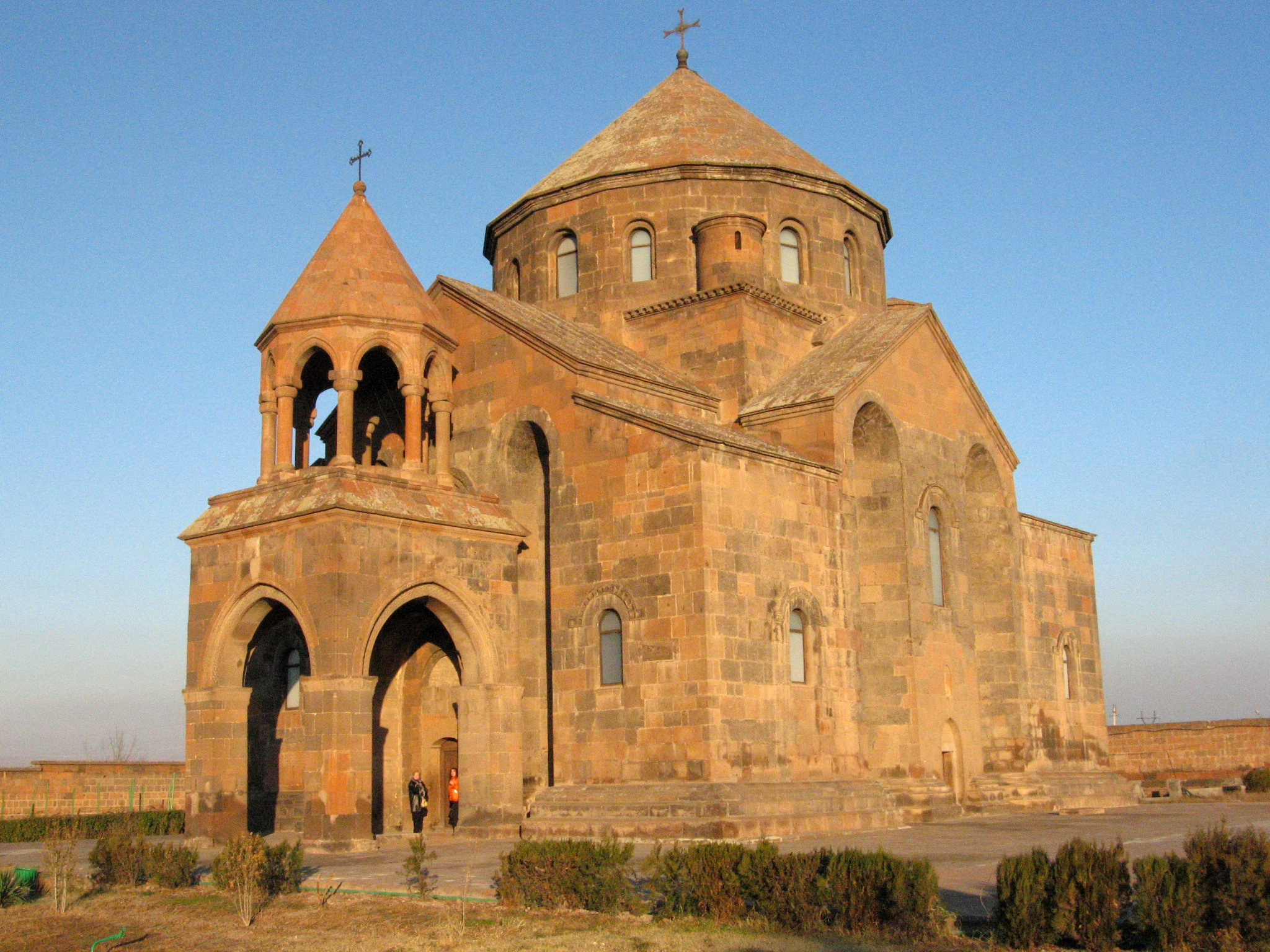
Saint Hripsime Church of 618